# Turcja na Letnich Igrzyskach Olimpijskich 1928
Turcję na Letnich Igrzyskach Olimpijskich 1928 reprezentowało 31 zawodników, tylko mężczyzn.

## Reprezentanci

### Kolarstwo
- Cavit Cav
  - Sprint – odpadł w eliminacjach
  - 1000 m ze startu zatrzymanego – 16. miejsce

- Cavit Cav, Galip Cav, Yunus Nüzhet Unat, Tacettin Öztürkmen
  - 4 km drużynowo na dochodzenie – 9. miejsce

### Lekkoatletyka
- Şinasi Şahingiray
  - Bieg na 100 m – odpadł w eliminacjach

- Mehmet Ali Aybar
  - Bieg na 100 m – odpadł w eliminacjach

- Semih Türkdoğan
  - Bieg na 100 m – odpadł w eliminacjach

- Ömer Besim Koşalay
  - Bieg na 800 m – odpadł w eliminacjach

- Haydar Aşan
  - Skok wzwyż  – 28. miejsce

- Şinasi Şahingiray, Mehmet Ali Aybar, Semih Türkdoğan, Haydar Aşan
  - Sztafeta 4 × 100 m – odpadli w eliminacjach

### Piłka nożna
- Nihat Bekdik, Kadri Göktulga, Alaattin Baydar, Burhan Atak, Bekir Rafet, Cevat Seyit, Zeki Rıza Sporel, İsmet Uluğ, Mehmet Leblebi, Muslih Peykoğlu, Ulvi Yenal
  - 9. miejsce

### Podnoszenie ciężarów
- Cemal Erçman
  - Waga piórkowa – 8. miejsce

### Szermierka
- Muhuttin Okyavuz
- Szabla indywidualnie – odpadł w eliminacjach

- Nami Yayak
- Szabla indywidualnie – odpadł w eliminacjach

- Enver Balkan
- Szabla indywidualnie – odpadł w eliminacjach

- Enver Balkan, Muhuttin Okyavuz, Nami Yayak, Fuat Balkan
- Szabla drużynowo – 7. miejsce

### Zapasy
- Burhan Conkeroğlu
  - Waga do 58 kg w stylu klasycznym – 14. miejsce

- Saim Arıkan
  - Waga do 62 kg w stylu klasycznym – 6. miejsce

- Tayyar Yalaz
  - Waga do 67,5 kg w stylu klasycznym – 4. miejsce

- Nurettin Baytorun
  - Waga do 75 kg w stylu klasycznym – 7. miejsce

- A. Şefik
  - Waga do 82,5 kg w stylu klasycznym – 14. miejsce

- Mehmet Çoban
  - Waga pow. 82,5 kg w stylu klasycznym – 7. miejsce